# Komoróczki István
Komoróczki István (Veszprém, 1956. augusztus 29.) magyar közgazdász, 2015 szeptember óta a brüsszeli, Európai Gazdasági és Szociális Bizottság munkaadói oldalának tagja.

## Élete
Pályafutása során 16 éven át diplomataként, majd 25 évig a versenyszférában dolgozott. 
2013-2014-ben - a második Orbán kormányban -, a Nemzetgazdasági Minisztérium (ma: Pénzügyminisztérium) tervezés-koordinációért felelős államtitkára. Megbízatásának lejártát  követően 7 hónapon keresztül vezette a Bogányi-zongorát kifejlesztő és értékesítő Zengafons Kft. vállalkozást, majd elnöki tanácsadóként 2015-ben csatlakozott az ÁFEOSZ-COOP munkaadói szervezethez.
Az Európai Tanács első ízben 2015 szeptemberében nevezte ki 5 évre a brüsszeli székhelyű Európai Gazdasági és Szociális Bizottság (EGSZB,angolul EESC) munkaadói oldalt képviselő tagjának.
2020. szeptemberében az Európai Unió Tanácsa - a  hazai munkaadói szervezetek egyikének képviselőjeként -, újabb 5 évre meghosszabbította mandátumát az EGSZB-ben, ahol 2023. májusáig a szervezet Elnökségének Magyarországot képviselő tagja volt.
Az EGSZB Külpolitikai Szekciójának (REX Section) keretében létrehozott Európai Gazdasági Térség (EGT) konzultatív bizottságának tagjaként 2022 májusában írta meg a "Mesterséges intelligencia fokozott használata során jelentkező kihívások és lehetőségek a munkavállalók életében" c. jelentést. Később, ugyanitt írt egy másik dokumentumot - Jarle Hammerstad norvég munkaadói kollégával közösen - az Emmanuel Macron francia elnök által 2022. májusában útjára indított Európai politikai közösség (European Political Community) témájában a "Jövőbeli együttműködés az Európai politikai közösségben" címmel, amit a konzultatív bizottság 2023. március 15-i ülésén fogadtak el. Az EGSZB 2023 áprilisában megválasztották az EGT konzultatív bizottság következő, 2,5 éves időszakára társ-elnöknek.  
Több más, az EGSZB által rendszeresen vizsgált kül - és biztonságpolitikai, környezetvédelmi, regionális - és vidékfejlesztési témában készült elemző tanulmány szerzője. 2023. áprilisában az EGSZB plenáris ülése elfogadta a gyártói és fogyasztói szempontból különösen fontos, a szemétbe kerülő csomagoló anyagok témájú elemzését, amit a CEU tanárával, Illés Zoltán professzorral közösen dolgoztak ki.
2023. áprilisában lépett be - a 2025. szeptemberében lejáró EGSZB mandátum-időszak végéig -, az EU-Montenegró Közös Konzultatív Bizottságba (the EU-Montenegro Joint Consultative Committee)

## Felsőfokú tanulmányai
- Nemzetközi kapcsolatok szakos közgazdász (1979, Moszkvai Nemzetközi Kapcsolatok Intézete, orosz nyelvű rövidítése: MGIMO)[11])
- A politika tudományok egyetemi doktora (1984, Budapest). Disszertációjának címe: Az észak-európai országok regionális együttműködése az 1970-es években

## Nyelvismeret
- angol felsőfok
- svéd felsőfok
- orosz felsőfok
- spanyol társalgási szint
- francia társalgási szint

## Szakmai pályafutása
- 2020-2025 az Európai Gazdasági és Szociális Bizottság munkaadói csoportjának és a szervezet Elnökségének tagja
- 2015-2020 az Európai Gazdasági és Szociális Bizottság munkaadói csoportjának tagja
- 2014–2015 a Zengafons Kft. nevű, start-up vállalkozás ügyvezető igazgatója
- 2013–2014 a tervezés-koordinációért felelős államtitkár (Nemzetgazdasági Minisztérium, ma: Pénzügyminisztérium)
- 2010-2013:  Imperial Tobacco Group Plc, az Imperial Tobacco Csoport Rt. - Brüsszelben tartózkodó -, európai igazgatójaként a kontinentális vállalati kapcsolatok és szabályozási ügyek vezetője
- 2002-2010:  Imperial Tobacco Magyarország Kft. vállalati kapcsolatok igazgatója
- 2001-2002:  Agrupación Funeurópa Biztosító (Budapest), ügyvezető vezérigazgató
- 1999-2001:  PriceWaterhouseCoopers Magyarország Kft. (PwC Hungary), a BIG-6 két, korábbi nagy tanácsadó cégének összeolvadása nyomán létrejött PwC Hungary üzletfejlesztési- és marketingigazgatója
- 1996-1999: Magyar Hitelbank Rt., később: ABN AMRO (Magyar) Bank Rt., kommunikációs igazgatója, a Társasági Titkárság vezetője
- 1979-1995: Külügyminisztérium, köztisztviselő (karrier diplomata)

## Külszolgálati posztok
- 1990-1991: Tel-Aviv - I.o. politikai tanácsos, a magyar-izraeli hivatalos kapcsolatokat helyreállító és újjáépítő nagykövetség első beosztott diplomatája
- 1981-1986: Stockholm - Kulturális- és sajtóattasé

## Családi állapot
Nős, felesége Komoróczki Nóra turisztikai szakértő, újságíró és festőművész, akinek hazai és nemzetközi művészeti munkássága elismeréseként Novák Katalin köztársasági elnök augusztus 20. alkalmából a Magyar Ezüst Érdemkereszt állami kitüntetést adományozta 2023-ban. A magyar M5 tv-csatorna "Libretto" c. kulturális műsora 2023. augusztus 30-án mutatta be a Nórával készített interjúját és több, jelenleg Magyarországon megtekinthető festményét.
Három felnőtt gyermekük van, István, Tünde és Zsolt.